# Pachnobia laxa
Pachnobia laxa är en fjärilsart som beskrevs av Lafontaine och Mikkola 1998. Pachnobia laxa ingår i släktet Pachnobia och familjen nattflyn. Inga underarter finns listade i Catalogue of Life.